# Kill Hannah
Kill Hannah (рус. Убей Ханну) — американская рок-группа. Коллектив образован в 1993 году в городе Чикаго, штат Иллинойс, США.

## История
Незадолго до образования коллектива солист и основатель группы Мэт Дивайн пошёл на местную вечеринку в городе Нормал, штат Иллинойс, в котором он в то время проходил обучение в местной школе. На этой вечеринке Мэт познакомился с девушкой по имени Ханна, с которой через некоторое время начал встречаться. Эти взаимоотношения стали первым опытом в отношениях с противоположным полом для Дивайна. Впоследствии разрыв отношений с Ханной больно ударил по Мэту. Он был зол на Ханну за то, что она его бросила. В отместку Мэт распечатал наклейки с текстом «Убей Ханну» (англ. Kill Hannah) и поместил их на записи группы «In a Jar UK 7», в которой он на тот момент играл. Благодаря необычной «мести» Мэта он до сих пор общается с Ханной, они стали друзьями. По его словам, она в настоящее время живёт в Женеве, Швейцария.
В декабре 2015 года на официальном сайте группы было объявлено о том, что группа официально прекратила своё существование.

## Дискография

### Студийные альбомы
- The Beauty in Sinking Ships (1996)
- Here Are the Young Moderns (1998)
- American Jet Set (1999)
- For Never & Ever (2003)
- The Curse of Kill Hannah (2004)
- Until There's Nothing Left of Us (2006)
- Hope for the Hopeless (2008)
- Wake Up the Sleepers[англ.] (2009)

### Мини-альбомы
- Hummingbirds the Size of Bullets (1996)
- Sleeping Like Electric Eels (1996)
- Stunt Pilots (1997)
- Unreleased Cuts 2000/2001 (2001)
- Kill Hannah Tour EP (2002)
- Lips Like Morphine EP (2006)

### Синглы
- Nerve Gas (1998)
- Humming Birds the size of Bullets (1999)
- Kennedy (2003)
- Lips Like Morphine (2006)
- Boys And Girls (2008)
- Strobe Lights (2009)
- Promise Me (2011)